# Менса Бонсу
Менса Бонсу (бл. 1840 — бл. 1896) — 11-й асантейн (володар) імперії Ашанті у 1874—1883 роках. Повне ім'я Менса Бонсу Кума.

## Життєпис
Походив з правлячої династії Ойоко Абусуа. Син принцеси (асантейнаа) Афуа Кобі. У листопад 1874 року після повалення його старшого браті Кофі Карікарі обирається новим володарем держави.
Спрямував зусилля на відновлення єдності імперії, де повстали численні провінції. Також приділив значну увагу відновленю столиці Кумасі, яку пограбували британці. При цьому нестача коштів в скарбниці змусило його відмовитися від традиції надавати подарунки місцевим правителям, сановникам та військовикам, що підірвало його авторитет в державі. 
До 1875 року Менса Бонсу зумів приборкати повстання в областях Кокофу, Беквай і Двабен. Але спроби 1878 року знову підкорити Г'янам виявилися невдалими. У 1877 і 1880 роках його спробували повалити, втім невдало. 
За цих обставин Менса Бонсу вирішив спиратися на британців. 1881 року відправив королеві Вікторії золоту сокиру на знак добровільного підпорядкування. 1883 року його зведена сестра Яа Ак'яа влаштувала заколот, внаслідок чого асантейн вимушен був тікати з Кумасі. 1884 року остаточно зазнав поразки й втік до британців в Аккрі. Новим асантейном було оголошено Кваку Дуа II
Після захоплення британцями Кумасі повернувся до столиці. Помер в Кумасі 1896 року.